# Кака
Кака́ (порт. Kaká, справжнє ім'я порт. Ricardo Izecson dos Santos Leite, нар. 22 квітня 1982, Бразиліа, Бразилія) — бразильський футболіст, півзахисник збірної Бразилії та італійського «Мілана». Володар «Золотого м'яча» 2007 — нагороди для найкращого футболіста світу.

## Життєпис

### Прізвисько
«Кака́» є скороченням від «Рікарду». Воно виникло ще у ранньому дитинстві, коли брат майбутньої зірки Родріго не міг вимовити повне ім'я. На футболках «Мілана» певний час писали Caca — через латинську букву «це», але потім виправили на правильне Kaka.

### Юність і Бразилія (до 2003)

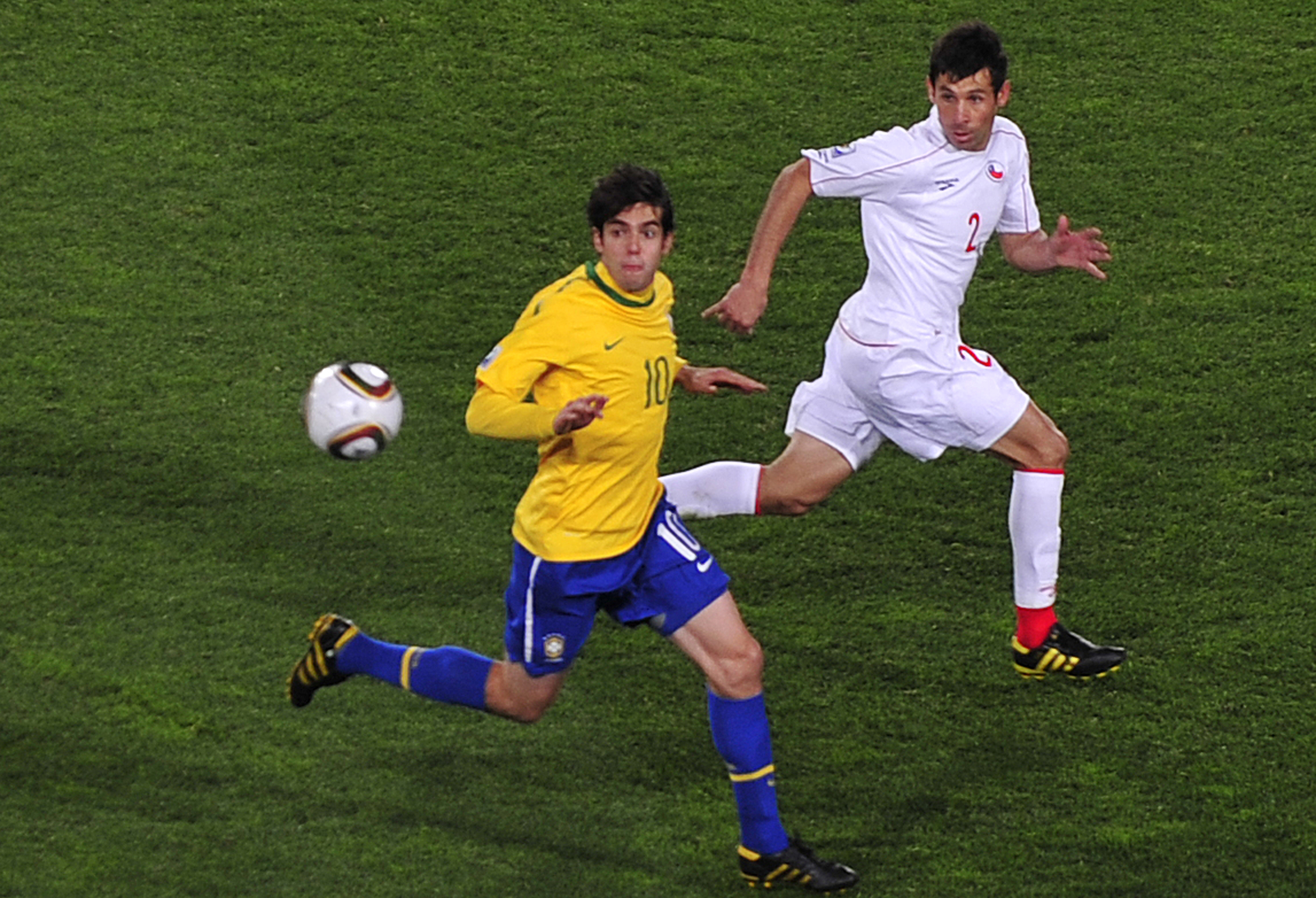
У матчі за збірну Бразилії

Рікарду Ізексон дус Сантус Лейті народився 22 квітня 1982 року у столиці Бразилії місті Бразиліа. Згодом сім'я переїхала до Сан-Паулу. Батько хлопця був інженером і заробляв цілком пристойно — на початках футбол не був пріоритетним у планах батьків, щодо виховання сина. Худого і маленького хлопця помітили селекціонери клубу «Сан-Паулу». 
Хлопцеві пощастило з помешканням — він жив за кількадесят метрів від стадіону «Морумбі». Невеликий зріст і відсутність силової підготовки були головними проблемами юнака у підлітковому віці. 16-річний футболіст мав 173 см зросту і важив тільки 53 кг. Проте він дуже добре бачив поле і швидко орієнтувався у ситуації. Місяці занять у тренажерних залах та спеціальна дієта перетворили його на високого та міцного футболіста, який не боїться боротьби.
Коли Кака було 18 років трапився випадок, який вплинув на весь його світогляд і ставлення до життя. Під час відвідування басейну юнак послизнувся на дошці для стрибків з трампліна і сильно вдарився головою. Він знепритомнів, але потім отямився — лікарі оглянули хлопця, рентген показав, що усе гаразд, і батьки забрали Рікарду додому. Наступного дня на тренуванні у нього дуже розболілася шия. Тіло паралізувало і його поклали до лікарні. Виявилося, що пошкоджений шийний хребець — якщо б удар був трохи сильнішим, то Рікарду Ізексон дус Сантус Лейті залишився б інвалідом до кінця життя. Ця пригода зробила його сильнішим і наполегливішим. Хлопець вирішив, що тепер буде використовувати кожен день максимально корисно, адже більше такої можливості може не бути.
Про Кака дізналося все місто, коли він потужно зіграв у грі Турніру Ріо-Сан-Паулу (там грають найкращі команди з 2 провідних футбольних штатів країни Ріо-де-Жанейро та Сан-Паулу) на початку 2001 року. «Сан-Паулу» поступався Ботафоґу 0:1 і наставник зняв з поля головного нападника Луїса Фабіану. Кака, вийшов на заміну і забив два голи протягом двох хвилин. Відтоді він став улюбленцем уболівальників.
Перші ігри за основну команду «Сан-Паулу» у чемпіонаті Бразилії він провів у сезоні 2001. Атакувальний півзахисник відзначився 12 голами — дуже добре, як для гравця, що не є «чистим» нападником. Добру гру помітив наставник збірної Бразилії Луїс Феліпе Сколарі і включив Кака до списку учасників чемпіонату світу 2002. Гравець «Сан-Паулу» кілька разів вийшов на заміну і став разом з командою чемпіоном світу. Тоді під час святкування тріумфу на білій футболці він демонструє напис англійською: I belong to Jesus («Я належу Ісусові»), який ще раз підтверджує релігійність і скромність футболіста. Він любить багато читати і знає як поводитися у високому товаристві. Це також виділяло футболіста серед бразильців, які переважно виростали у занедбаних кварталах бідних районів.

### Переїзд до Італії (2003-)
Влітку 2003-го «Мілан» підписує таланта за 8,5 млн доларів. Тоді у складі ще були вікові Рівалду та Руй Кошта, які не могли бути серйозною конкуренцією перспективному Кака. Юний бразилець зізнавався, що багато навчився від досвідченіших гравців. Йому пощастило забити свій перший гол за нову команду гол у принциповому міланському дербі. Кака розігрався дуже швидко і 10 голів у Серії А та чемпіонство «Мілана» це підтвердили. Найкращим бомбардиром клубу ж був Андрій Шевченко, який того сезону провів 24 голи у чемпіонаті.
Наступного року «Мілан» фінішує другим в лізі після туринського «Ювентуса» (через 2 роки, після ретельного розслідування, чемпіонство у «Ювентуса» забрали, звинувативши клуб у даванні хабарів) та драматично програє фінал Ліги чемпіонів «Ліверпулю». Наступного року россо-нері вже вкотре поспіль високо добираються у ЛЧ — півфінал й знову програють Юве титул чемпіона Італії. Для Кака той сезон видався загалом вдалим щодо результативності — 14 голів за 35 ігор. Гравцю вдається уникати серйозних травм і атакувальний півзахисник швидко прогресує. Влітку 2006 починається «Моджигейт» — корупційний скандал, де замішані багато найвищих футбольних посадовців у тому числі і з «Мілана». З команди зняли 44 очки, але впевнений гандикап у турнірній таблиці до штрафу лише посунув команду Кака з другого на третє місце.
У 2007 році віковий «Мілан» виграв Лігу чемпіонів. Кака у команді мав особливий статус — після відходу Андрія Шевченко у команді не залишилося нападника світового класу. Філіппо Індзаґі та Альберто Джилардіно «блищали» тільки час від часу. Своїми швидкими проходами та феноменальними голами та пасами Кака допоміг клубу виграти найпрестижніший клубний турнір Європи. Він став найкращим бомбардиром Ліги чемпіонів — 11 голів за 13 матчів — неймовірний показник для номінального гравця середини поля. Після завершення переможної фінальної гри проти «Ліверпуля» він підняв руки до неба і знову показав напис на своїй футболці: I belong to Jesus
2007 рік став вершиною кар'єри Рікарду Ізексона дус Сантуса Лейті — впевнена перемога у опитуванні «Золотого м'яча», титул найкращого футболіста планети на думку ФІФА, Суперкубок Європи та перемога на чемпіонаті світу серед клубів у грудні 2007 року.

## Цікавинки
- Улюбленим кольором Кака є білий, улюбленою книгою — Біблія.[2]
- На початку кар'єри (2000–2001 рр.) півзахисника помітили селекціонери «Динамо» (Київ). Але керівництво «Сан-Паулу» хотіло надто багато грошей — 6 млн. доларів за 18-річного хлопця видавалось завищеною ціною.[джерело?]
- 23 грудня 2005 року він одружився з дизайнером Кароліною Селіко, яка теж є дуже віруючою особою. На церемонії футболіст щиро зізнався, що вірно беріг цноту аж до весілля. Кароліна Селіко (Caroline Celico) — бразильська модель. Народилася в Сан-Пауло 27.06.1987. Її батьки належать до вищого класу: мати — Розанджела Ліра — офіційний представник будинку «Cristian Dior» в Бразилії; батько — Сельсо Селіко — відомий бразильський бізнесмен. Із своїм чоловіком познайомилася в 2002 році. Їй тоді було 15, йому 19. Селіко перебралася до Мілану зимою 2005 року.[джерело?]
- Аби не вважатися у клубі легіонером він 12 лютого 2007 року прийняв італійське громадянство.[джерело?]

## Статистика виступів

### Статистика клубних виступів
| Сезон                    | Команда                  | Чемпіонат                | Чемпіонат | Чемпіонат | Національний кубок | Національний кубок | Національний кубок | Континентальні кубки | Континентальні кубки | Континентальні кубки | Інші змагання | Інші змагання | Інші змагання | Усього | Усього |
| Сезон                    | Команда                  | Ліга                     | Ігор      | Голів     | Ліга               | Ігор               | Голів              | Ліга                 | Ігор                 | Голів                | Ліга          | Ігор          | Голів         | Ігор   | Голів  |
| ------------------------ | ------------------------ | ------------------------ | --------- | --------- | ------------------ | ------------------ | ------------------ | -------------------- | -------------------- | -------------------- | ------------- | ------------- | ------------- | ------ | ------ |
| 2001                     | «Сан-Паулу»              | ЛП+A                     | 11+27     | 2+12      | КБ                 | 7                  | 1                  | КМ                   | 5                    | 0                    | ТРСП+КЧБ      | 5+3           | 2+1           | 58     | 18     |
| 2002                     | «Сан-Паулу»              | СКП+A                    | 0+22      | 0+9       | КБ                 | 9                  | 6                  | -                    | -                    | -                    | ТРСП+КЧБ      | 16+2          | 7+0           | 49     | 22     |
| 2003                     | «Сан-Паулу»              | ЛП+A                     | 7+10      | 5+2       | КБ                 | 5                  | 0                  | -                    | -                    | -                    | -             | -             | -             | 22     | 7      |
| 2003–04                  | «Мілан»                  | A                        | 30        | 10        | КІ                 | 4                  | 0                  | ЛЧ                   | 10                   | 4                    | СУ+МКК        | 0+1           | 0             | 45     | 14     |
| 2004–05                  | «Мілан»                  | A                        | 36        | 7         | КІ                 | 1                  | 0                  | ЛЧ                   | 13                   | 2                    | СІ            | 1             | 0             | 51     | 9      |
| 2005–06                  | «Мілан»                  | A                        | 35        | 14        | КІ                 | 2                  | 0                  | ЛЧ                   | 12                   | 5                    | -             | -             | -             | 49     | 19     |
| 2006–07                  | «Мілан»                  | A                        | 31        | 8         | КІ                 | 2                  | 0                  | ЛЧ                   | 15                   | 10                   | -             | -             | -             | 48     | 18     |
| 2007–08                  | «Мілан»                  | A                        | 30        | 15        | КІ                 | 0                  | 0                  | ЛЧ                   | 8                    | 2                    | СУ+КЧС        | 1+2           | 1+1           | 41     | 19     |
| 2008–09                  | «Мілан»                  | A                        | 31        | 16        | КІ                 | 1                  | 0                  | КУЄФА                | 4                    | 0                    | -             | -             | -             | 36     | 16     |
| 2009–10                  | «Реал Мадрид»            | ПД                       | 25        | 8         | КІ                 | 1                  | 0                  | ЛЧ                   | 7                    | 1                    | -             | -             | -             | 33     | 9      |
| 2010–11                  | «Реал Мадрид»            | ПД                       | 14        | 7         | КІ                 | 3                  | 0                  | ЛЧ                   | 3                    | 0                    | -             | -             | -             | 20     | 7      |
| 2011–12                  | «Реал Мадрид»            | ПД                       | 27        | 5         | КІ                 | 4                  | 0                  | ЛЧ                   | 8                    | 3                    | СІ            | 1             | 0             | 40     | 8      |
| 2012–13                  | «Реал Мадрид»            | ПД                       | 19        | 3         | КІ                 | 2                  | 1                  | ЛЧ                   | 6                    | 1                    | СІ            | 0             | 0             | 27     | 5      |
| Усього за «Реал Мадрид»  | Усього за «Реал Мадрид»  | Усього за «Реал Мадрид»  | 85        | 23        |                    | 10                 | 1                  |                      | 24                   | 5                    |               | 1             | 0             | 120    | 29     |
| 2013–14                  | «Мілан»                  | A                        | 30        | 7         | КІ                 | 1                  | 0                  | ЛЧ                   | 6                    | 2                    | -             | -             | -             | 37     | 9      |
| Усього за «Мілан»        | Усього за «Мілан»        | Усього за «Мілан»        | 223       | 77        |                    | 11                 | 0                  |                      | 68                   | 25                   |               | 5             | 2             | 307    | 104    |
| 2014                     | «Сан-Паулу»              | A                        | 19        | 2         | КБ                 | 0                  | 0                  | ПК                   | 5                    | 1                    | -             | -             | -             | 24     | 3      |
| Усього за «Сан-Паулу»    | Усього за «Сан-Паулу»    | Усього за «Сан-Паулу»    | 18+78     | 7+25      |                    | 21                 | 7                  |                      | 10                   | 1                    |               | 26            | 10            | 153    | 50     |
| 2015                     | «Орландо Сіті»           | MLS                      | 28        | 9         | ВКСША              | 3                  | 2                  | -                    | -                    | -                    | -             | -             | -             | 31     | 11     |
| 2016                     | «Орландо Сіті»           | MLS                      | 24        | 9         | ВКСША              | -                  | -                  | -                    | -                    | -                    | -             | -             | -             | 24     | 9      |
| 2017                     | «Орландо Сіті»           | MLS                      | 23        | 6         | ВКСША              | 1                  | 0                  | -                    | -                    | -                    | -             | -             | -             | 24     | 6      |
| Усього за «Орландо Сіті» | Усього за «Орландо Сіті» | Усього за «Орландо Сіті» | 75        | 24        |                    | 4                  | 2                  |                      | -                    | -                    |               | -             | -             | 79     | 26     |
| Усього за кар'єру        | Усього за кар'єру        | Усього за кар'єру        | 479       | 156       |                    | 46                 | 10                 |                      | 102                  | 31                   |               | 32            | 12            | 659    | 209    |

### Статистика виступів за збірну
| Дата       | Місто                  | Господарі         | Результат | Гості          | Турнір                            | Голи | Примітки                     |
| ---------- | ---------------------- | ----------------- | --------- | -------------- | --------------------------------- | ---- | ---------------------------- |
| 31-1-2002  | Гоянія                 | Бразилія          | 6 – 0     | Болівія        | товариський матч                  | -    |                              |
| 7-3-2002   | Куяба                  | Бразилія          | 6 – 1     | Ісландія       | товариський матч                  | 1    |                              |
| 25-5-2002  | Куала-Лумпур           | Малайзія          | 0 – 4     | Бразилія       | товариський матч                  | -    |                              |
| 13-6-2002  | Сувон                  | Коста-Рика        | 2 – 5     | Бразилія       | ЧС 2002 - 1-й етап                | -    |                              |
| 21-8-2002  | Форталеза              | Бразилія          | 0 – 1     | Парагвай       | товариський матч                  | -    |                              |
| 13-7-2003  | Мехіко                 | Мексика           | 1 – 0     | Бразилія       | Кубок КОНКАКАФ 2003 - 1-й етап    | -    |                              |
| 15-7-2003  | Мехіко                 | Гондурас          | 1 – 2     | Бразилія       | Кубок КОНКАКАФ 2003 - 1-й етап    | -    |                              |
| 19-7-2003  | Маямі                  | Колумбія          | 0 – 2     | Бразилія       | Кубок КОНКАКАФ 2003 - чвертьфінал | 2    |                              |
| 23-7-2003  | Маямі                  | США               | 1 – 2     | Бразилія       | Кубок КОНКАКАФ 2003 - півфінал    | 1    |                              |
| 27-7-2003  | Мехіко                 | Бразилія          | 0 – 1     | Мексика        | Кубок КОНКАКАФ 2003 - Фінал       | -    |                              |
| 7-9-2003   | Барранкілья            | Колумбія          | 1 – 2     | Бразилія       | Відбір до ЧС 2006                 | 1    |                              |
| 10-9-2003  | Манаус                 | Бразилія          | 1 – 0     | Еквадор        | Відбір до ЧС 2006                 | -    |                              |
| 12-10-2003 | Лестер                 | Ямайка            | 0 – 1     | Бразилія       | товариський матч                  | -    |                              |
| 16-11-2003 | Ліма                   | Перу              | 1 – 1     | Бразилія       | Відбір до ЧС 2006                 | -    |                              |
| 19-11-2003 | Куритиба               | Бразилія          | 3 – 3     | Уругвай        | Відбір до ЧС 2006                 | 1    |                              |
| 18-2-2004  | Дублін                 | Ірландія          | 0 – 0     | Бразилія       | товариський матч                  | -    |                              |
| 31-3-2004  | Асунсьйон              | Парагвай          | 0 – 0     | Бразилія       | Відбір до ЧС 2006                 | -    |                              |
| 28-4-2004  | Будапешт               | Угорщина          | 1 – 4     | Бразилія       | товариський матч                  | 1    |                              |
| 20-5-2004  | Сен-Дені               | Франція           | 0 – 0     | Бразилія       | товариський матч                  | -    |                              |
| 2-6-2004   | Белу-Оризонті          | Бразилія          | 3 – 1     | Аргентина      | Відбір до ЧС 2006                 | -    |                              |
| 6-6-2004   | Сантьяго               | Чилі              | 1 – 1     | Бразилія       | Відбір до ЧС 2006                 | -    |                              |
| 9-10-2004  | Маракайбо              | Венесуела         | 2 – 5     | Бразилія       | Відбір до ЧС 2006                 | 2    |                              |
| 17-11-2004 | Кіто                   | Еквадор           | 1 – 0     | Бразилія       | Відбір до ЧС 2006                 | -    |                              |
| 27-3-2005  | Гоянія                 | Бразилія          | 1 – 0     | Перу           | Відбір до ЧС 2006                 | 1    |                              |
| 30-3-2005  | Монтевідео             | Уругвай           | 1 – 1     | Бразилія       | Відбір до ЧС 2006                 | -    |                              |
| 5-6-2005   | Порту-Алегрі           | Бразилія          | 4 – 1     | Парагвай       | Відбір до ЧС 2006                 | -    |                              |
| 8-6-2005   | Буенос-Айрес           | Аргентина         | 3 – 1     | Бразилія       | Відбір до ЧС 2006                 | -    |                              |
| 16-6-2005  | Лейпциг                | Бразилія          | 3 – 0     | Греція         | Кубок Конфедерацій                | -    |                              |
| 19-6-2005  | Ганновер               | Мексика           | 1 – 0     | Бразилія       | Кубок Конфедерацій                | -    |                              |
| 22-6-2005  | Кельн                  | Японія            | 2 – 2     | Бразилія       | Кубок Конфедерацій                | -    |                              |
| 25-6-2005  | Нюрнберг               | Німеччина         | 2 – 3     | Бразилія       | Кубок Конфедерацій                | -    |                              |
| 29-6-2005  | Франкфурт-на-Майні     | Бразилія          | 4 – 1     | Аргентина      | Кубок Конфедерацій                | 1    | 2-й титул                    |
| 17-8-2005  | Спліт                  | Хорватія          | 1 – 1     | Бразилія       | товариський матч                  | -    |                              |
| 4-9-2005   | Бразиліа               | Бразилія          | 5 – 0     | Чилі           | Відбір до ЧС 2006                 | -    |                              |
| 12-10-2005 | Белен                  | Бразилія          | 3 – 0     | Венесуела      | Відбір до ЧС 2006                 | -    |                              |
| 12-11-2005 | Абу-Дабі               | ОАЕ               | 0 – 8     | Бразилія       | товариський матч                  | 1    |                              |
| 1-3-2006   | Москва                 | Росія             | 0 – 1     | Бразилія       | товариський матч                  | -    |                              |
| 4-6-2006   | Женева                 | Бразилія          | 4 – 0     | Нова Зеландія  | товариський матч                  | 1    |                              |
| 13-6-2006  | Берлін                 | Бразилія          | 1 – 0     | Хорватія       | ЧС 2006 - 1-й етап                | 1    |                              |
| 18-6-2006  | Мюнхен                 | Бразилія          | 2 – 0     | Австралія      | ЧС 2006 - 1-й етап                | -    |                              |
| 22-6-2006  | Дортмунд               | Японія            | 1 – 4     | Бразилія       | ЧС 2006 - 1-й етап                | -    |                              |
| 27-6-2006  | Дортмунд               | Бразилія          | 3 – 0     | Гана           | ЧС 2006 - 1/8 фіналу              | -    |                              |
| 1-7-2006   | Франкфурт-на-Майні     | Бразилія          | 0 – 1     | Франція        | ЧС 2006 - чвертьфінал             | -    |                              |
| 3-9-2006   | Лондон                 | Бразилія          | 3 – 0     | Аргентина      | товариський матч                  | 1    |                              |
| 5-9-2006   | Лондон                 | Уельс             | 0 – 2     | Бразилія       | товариський матч                  | -    |                              |
| 10-10-2006 | Стокгольм              | Бразилія          | 2 – 1     | Еквадор        | товариський матч                  | 1    |                              |
| 15-11-2006 | Базель                 | Швейцарія         | 1 – 2     | Бразилія       | товариський матч                  | 1    |                              |
| 6-2-2007   | Лондон                 | Бразилія          | 0 – 2     | Португалія     | товариський матч                  | -    |                              |
| 24-3-2007  | Гетеборг               | Чилі              | 0 – 4     | Бразилія       | товариський матч                  | 1    |                              |
| 27-3-2007  | Стокгольм              | Гана              | 0 – 1     | Бразилія       | товариський матч                  | -    |                              |
| 1-6-2007   | Лондон                 | Англія            | 1 – 1     | Бразилія       | товариський матч                  | -    |                              |
| 5-6-2007   | Дортмунд               | Туреччина         | 0 – 0     | Бразилія       | товариський матч                  | -    | 60'                          |
| 22-8-2007  | Монпельє               | Бразилія          | 2 – 0     | Алжир          | товариський матч                  | -    |                              |
| 9-9-2007   | Чикаго                 | США               | 2 – 4     | Бразилія       | товариський матч                  | -    |                              |
| 12-9-2007  | Фоксборо (Массачусетс) | Мексика           | 1 – 3     | Бразилія       | товариський матч                  | 1    |                              |
| 14-10-2007 | Богота                 | Колумбія          | 0 – 0     | Бразилія       | Відбір до ЧС 2010                 | -    |                              |
| 17-10-2007 | Ріо-де-Жанейро         | Бразилія          | 5 – 0     | Еквадор        | Відбір до ЧС 2010                 | 2    |                              |
| 18-11-2007 | Ліма                   | Перу              | 1 – 1     | Бразилія       | Відбір до ЧС 2010                 | 1    |                              |
| 21-11-2007 | Сан-Паулу              | Бразилія          | 2 – 1     | Уругвай        | Відбір до ЧС 2010                 | -    |                              |
| 12-10-2008 | Сан-Кристобаль         | Венесуела         | 0 – 4     | Бразилія       | Відбір до ЧС 2010                 | 1    |                              |
| 15-10-2008 | Ріо-де-Жанейро         | Бразилія          | 0 – 0     | Колумбія       | Відбір до ЧС 2010                 | -    |                              |
| 19-11-2008 | Гама                   | Бразилія          | 6 – 2     | Португалія     | товариський матч                  | -    |                              |
| 1-4-2009   | Порту-Алегрі           | Бразилія          | 3 – 0     | Перу           | Відбір до ЧС 2010                 | -    |                              |
| 6-6-2009   | Монтевідео             | Уругвай           | 0 – 4     | Бразилія       | Відбір до ЧС 2010                 | 1    |                              |
| 10-6-2009  | Ресіфі                 | Бразилія          | 2 – 1     | Парагвай       | Відбір до ЧС 2010                 | -    |                              |
| 15-6-2009  | Блумфонтейн            | Бразилія          | 4 – 3     | Єгипет         | Кубок Конфедерацій                | 2    |                              |
| 18-6-2009  | Преторія               | США               | 0 – 3     | Бразилія       | Кубок Конфедерацій                | -    |                              |
| 21-6-2009  | Преторія               | Італія            | 0 – 3     | Бразилія       | Кубок Конфедерацій                | -    |                              |
| 25-6-2009  | Йоганнесбург           | Бразилія          | 1 – 0     | ПАР            | Кубок Конфедерацій                | -    |                              |
| 28-6-2009  | Йоганнесбург           | США               | 2 – 3     | Бразилія       | Кубок Конфедерацій                | -    | 3-й титул                    |
| 12-8-2009  | Таллінн                | Естонія           | 0 – 1     | Бразилія       | товариський матч                  | -    |                              |
| 5-9-2009   | Росаріо                | Аргентина         | 1 – 3     | Бразилія       | Відбір до ЧС 2010                 | -    |                              |
| 14-10-2009 | Кампу-Гранді           | Бразилія          | 0 – 0     | Венесуела      | Відбір до ЧС 2010                 | -    |                              |
| 14-11-2009 | Доха                   | Бразилія          | 1 – 0     | Англія         | товариський матч                  | -    |                              |
| 17-11-2009 | Маскат                 | Оман              | 0 – 2     | Бразилія       | товариський матч                  | -    |                              |
| 2-3-2010   | Лондон                 | Ірландія          | 0 – 2     | Бразилія       | товариський матч                  | -    |                              |
| 2-6-2010   | Хараре                 | Зімбабве          | 0 – 3     | Бразилія       | товариський матч                  | -    |                              |
| 7-6-2010   | Дар-ес-Салам           | Танзанія          | 1 – 5     | Бразилія       | товариський матч                  | 1    |                              |
| 15-6-2010  | Йоганнесбург           | Бразилія          | 2 – 1     | Північна Корея | ЧС 2010 - 1-й етап                | -    |                              |
| 20-6-2010  | Йоганнесбург           | Бразилія          | 3 – 1     | Кот-д'Івуар    | ЧС 2010 - 1-й етап                | -    |                              |
| 28-6-2010  | Йоганнесбург           | Бразилія          | 3 – 0     | Чилі           | ЧС 2010 - 1/8 фіналу              | -    |                              |
| 2-7-2010   | Порт-Елізабет          | Нідерланди        | 2 – 1     | Бразилія       | ЧС 2010 - чвертьфінал             | -    |                              |
| 11-10-2012 | Мальме                 | Бразилія          | 6 – 0     | Ірак           | товариський матч                  | 1    |                              |
| 16-10-2012 | Вроцлав                | Японія            | 0 – 4     | Бразилія       | товариський матч                  | 1    |                              |
| 14-11-2012 | Іст-Ратерфорд          | Бразилія          | 1 – 1     | Колумбія       | товариський матч                  | -    | Тисячна гра збірної Бразилії |
| 21-3-2013  | Женева                 | Італія            | 2 – 2     | Бразилія       | товариський матч                  | -    |                              |
| 25-3-2013  | Лондон                 | Бразилія          | 1 – 1     | Росія          | товариський матч                  | -    |                              |
| 11-10-2014 | Пекін                  | Бразилія          | 2 – 0     | Аргентина      | товариський матч                  | -    | 82'                          |
| 14-10-2014 | Сінгапур               | Японія            | 0 – 4     | Бразилія       | товариський матч                  | -    | 76'                          |
| 5-9-2015   | Гаррісон               | Бразилія          | 1 – 0     | Коста-Рика     | товариський матч                  | -    | 67'                          |
| 30-5-2016  | Денвер                 | Панама            | 0 – 2     | Бразилія       | товариський матч                  | -    | 81'                          |
| Усього     |                        | Матчів (15 місце) | 90        |                | Голів (12 місце)                  | 29   |                              |

## Титули та досягнення
- Чемпіон Італії (1):

«Мілан»: 2003-04
- Чемпіон Іспанії (1):

«Реал Мадрид»: 2011-12
- Кубок Іспанії (1):

«Реал Мадрид»: 2010-11
- Суперкубок Іспанії (1):

«Реал Мадрид»: 2012
- Суперкубок Італії (1):

«Мілан»: 2004
- Переможець клубного чемпіонат світу з футболу (1):

«Мілан»: 2007
- Переможець Ліги чемпіонів (1):

«Мілан»: 2006-07
- Володар Суперкубка УЄФА (2):

«Мілан»: 2003, 2007
- Чемпіон світу (1):

Збірна Бразилії: 2002
- Срібний призер Золотого кубка КОНКАКАФ (1):

Збірна Бразилії: 2003
- Переможець Кубка конфедерацій (2):

Збірна Бразилії: 2005, 2009
- Переможець Суперкласіко де лас Амерікас (1):

Бразилія: 2014
- Найкращий футболіст Серії «А»: 2004
- Найкращий футболіст світу за версією ФІФА: 2007
- Найкращий бомбардир Ліги чемпіонів: 2007
- «Золотий м'яч»: 2007